# Стекловата

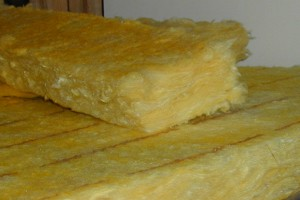
Стекловата для теплоизоляции

Стеклова́та — волокнистый минеральный теплоизоляционный материал, разновидность минеральной ваты. Для получения стеклянного волокна используют то же сырьё, что и для производства обычного стекла, или отходы стекольной промышленности.
Стекловата имеет высокую химическую стойкость и довольно лёгкая: её плотность в рыхлом состоянии не превышает 130 кг/м3.
Опасна обломками волокон, которые легко проникают в кожу, поднимаются в воздух и попадают в глаза и лёгкие. В лёгких они остаются на всю жизнь и могут вызвать ряд опасных заболеваний.

## Технология изготовления

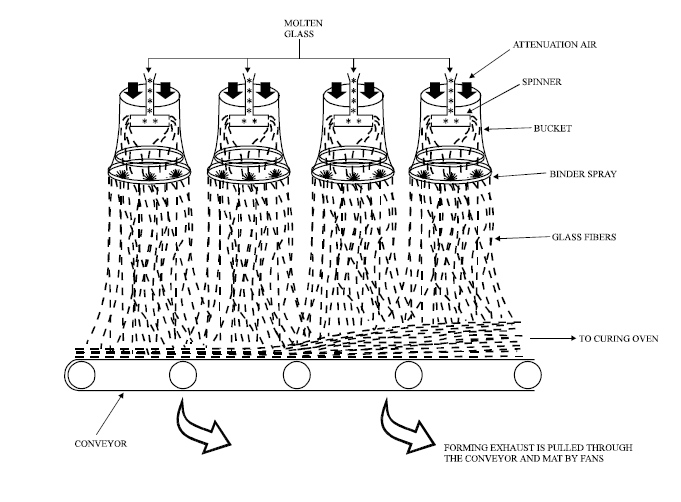
Производство стекловаты

Исходное сырьё для производства стекловаты — песок, сода, доломит, известняк, бура (или этибор). Современные производства используют до 80 % стеклобоя.
В бункер засыпаются основные компоненты. Дальше наступает этап плавления массы. Дозаторы загружают плавильную печь в строгом соответствии с рецептурой, чтобы при достижении температуры в 1400 °C смесь имела заданные механические свойства для получения тончайших нитей. Нити получаются при помощи раздувания паром расплавленного стекла, вылетающего из центрифуги.
Процесс волокнообразования сопровождается обработкой полимерными аэрозолями. В качестве связующего применяются водные растворы фенол-альдегидного полимера, модифицированного мочевиной. Пропитанная аэрозолем нить попадает на валки. На конвейере она проходит несколько этапов выравнивания. Формируется однородный стеклополимерный «ковёр». Дальше наступает этап полимеризации при температуре 250 °C. Высокая температура — катализатор для образования полимерных связей. Попутно в температурной камере испаряется остаток влаги, полученной вместе с аэрозолем. После полимеризации ваты становятся твёрдыми и приобретают янтарно-жёлтый оттенок.
Следующий этап — охлаждение, где стекловата остужается до температуры окружающей среды, после чего поступает на раскрой. Продольные фрезы и поперечные пилы раскраивают бесконечную ленту на маты и рулоны.
Полученный утеплитель имеет большой объём, поскольку весь пронизан воздухом. Прессование готовой продукции позволяет значительно экономить пространство при транспортировке и хранении. По европейским нормам предусматривается шестикратное сжатие. Упругих свойств теплоизоляции достаточно для полного восстановления первоначальных размеров.

## Свойства

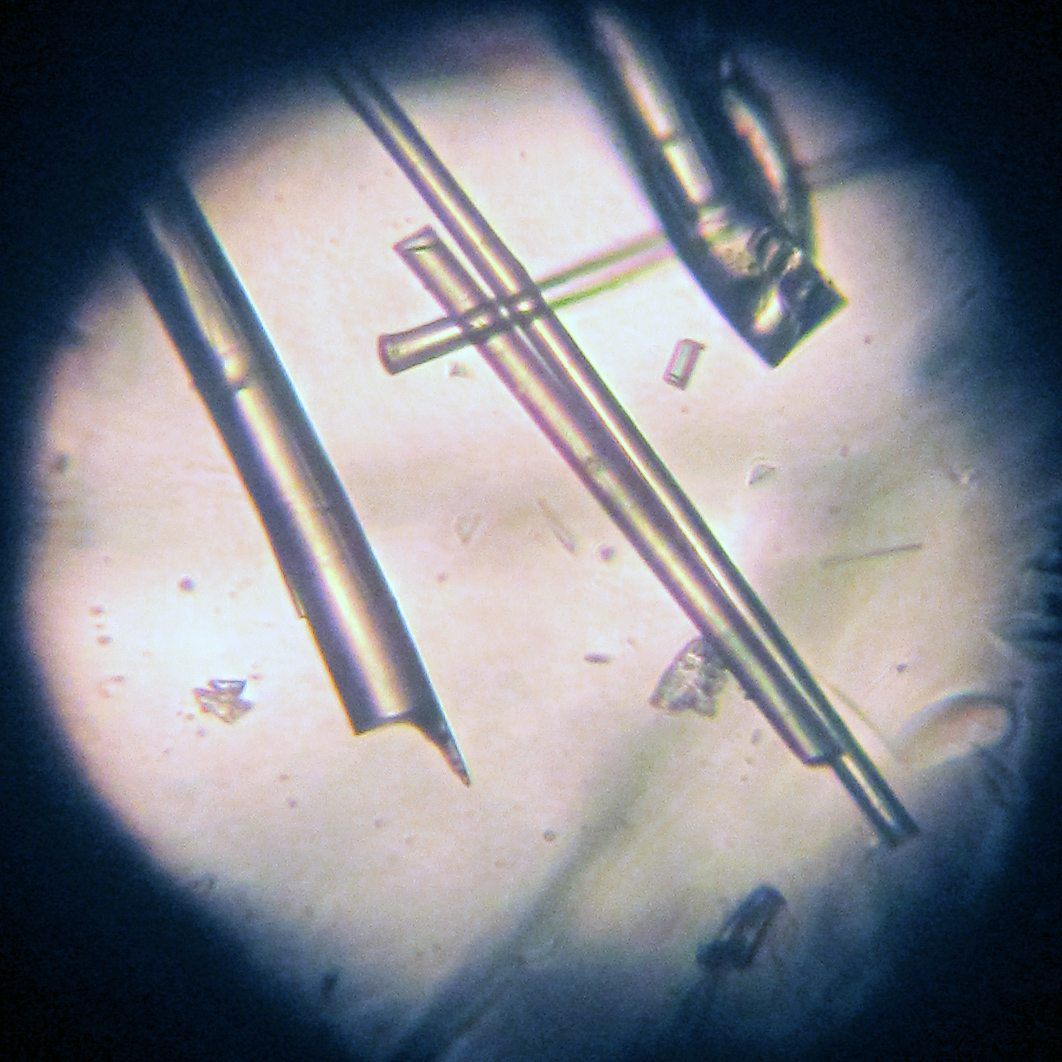
Стекловата под микроскопом

По свойствам стекловата (стекловолокно) отличается от других типов минеральной ваты. Волокно стеклянной ваты имеет толщину 3-15 мкм, а длину минимум в 2-4 раза большую, чем у каменной ваты. Благодаря этому изделия из стеклянной ваты обладают повышенной упругостью и прочностью. Стеклянная вата практически не содержит неволокнистых включений и обладает высокой вибростойкостью.
Теплопроводность — 0,030…0,052 Вт/м·К.
Температуростойкость стеклянной ваты — 450 °C.

## Действие на человека

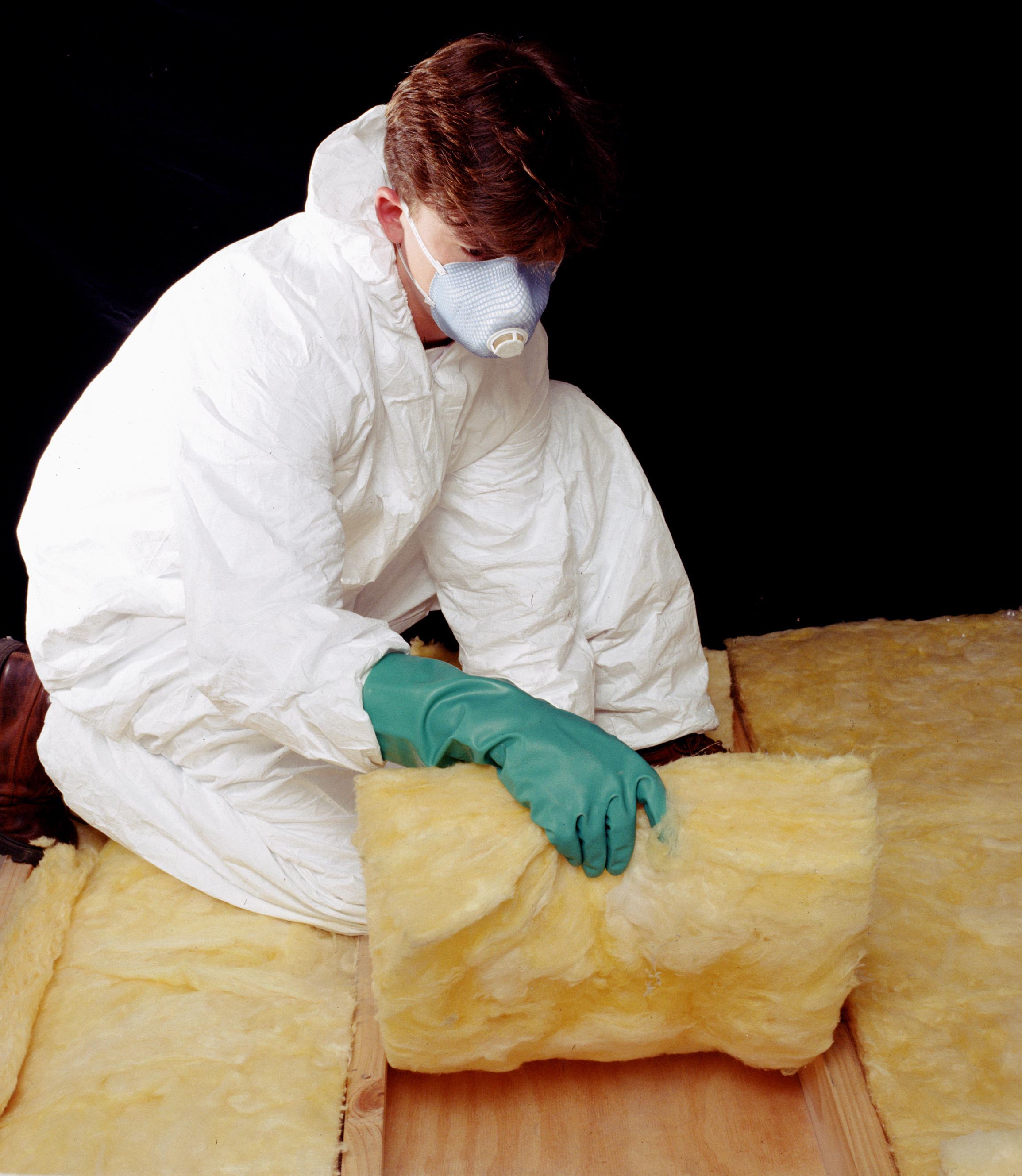
Работа со стекловатой

Недостаток стекловаты — высокая ломкость волокон, которые образуют мелкую пыль из острых обломков. Эти обломки легко проникают в кожу и могут вызывать раздражение, зуд, аллергию и дерматиты. Загрязнённая ими одежда практически не отстирывается. Этого можно избежать, если использовать стекловату, запечатанную со всех сторон крепкой и плотной синтетической тканью в виде матрасов.
Обломки волокон стекловаты, попавшие в лёгкие, уже не могут оттуда выйти, и их вдыхание способно вызвать необратимое повреждение лёгких. 
Под влиянием этих обломков могут развиться обструктивный и хронический бронхиты, бронхиальная астма, пневмокониоз, фиброз лёгких и рак лёгких.
Попадание волокон стекловаты в глаза может вызывать резь в глазах, слезоточивость, покраснение белков и слизистых оболочек, невозможность открыть глаза, иногда острую боль, поэтому для работы со стекловатой нужны защитные очки..
Фенолформальдегидные связующие вещества стекловаты способны выделять фенол и формальдегид — сильнодействующие яды.
В связи со всем этим работа со стекловатой должна проводиться в плотной спецодежде, не оставляющей открытых участков тела, брезентовых рукавицах, защитных очках и респираторе. Стекловату нельзя бросать и рвать, так как это высвобождает в воздух множество стеклянных волокон. Более безопасны маты стекловаты, полностью закрытые крепкой и плотной синтетической тканью со всех сторон.
Многие экологи и врачи предлагают полностью запретить производство и использование стекловаты, минеральной ваты и асбеста из-за их вредного (включая канцерогенное) воздействия на организм человека.

### Первая помощь при поражении стекловатой
- При попадании стекловаты на кожу ни в коем случае нельзя чесаться, таким образом вы только загоните обломки в кожу.
- Постарайтесь осторожно стряхнуть стекловату с волос, опустив голову в ванну (без воды), закрыв глаза и потряхивая головой.
- Примите холодный душ под сильным напором воды без моющих средств. Не трите кожу мочалками, губками, не используйте горячую воду, так как она расширяет поры кожи.
- После принятия душа не вытирайтесь полотенцем. Дождитесь, пока тело высохнет, и примите холодный душ повторно, уже с мылом.
- При попадании стекловаты в глаза промойте их сильной струёй холодной воды. Если раздражение не проходит, срочно обратитесь к офтальмологу, лучше в клинику глазной хирургии, или вызовите скорую помощь.
- При вдыхании обломков волокон стекловаты, в случае непрекращающегося кашля, затруднений в дыхании и т. п. немедленно обратитесь к врачу.
- Одежду, загрязнённую стекловатой, лучше выбросить. Даже тщательная неоднократная стирка не даёт полной гарантии удаления волокон.

## Типы изделий
Теплоизоляционные изделия с использованием стеклянной ваты — это мягкие маты и плиты, полужёсткие и жесткие плиты на синтетическом связующем, позволяющие выдерживать значительные нагрузки. Жёсткие плиты, облицованные стекловойлоком, являются хорошей ветрозащитой. По длинным сторонам плит возможно соединение в шпунт и гребень, что обеспечивает надёжное крепление и отсутствие зазоров.
Мягкие стекловолокнистые материалы, как правило, прессуются в рулоны. Благодаря высокой упругости они выпрямляются и восстанавливают первоначальный объём практически сразу после вскрытия упаковки.
Возможен выпуск изделий с наклейкой дополнительных слоев (кашировка) — фольга в качестве пароизоляции или стеклохолст в качестве ветрозащиты (слой, препятствующий разлёту волокон).

## Применение
Применяются для теплоизоляции и звукоизоляции строительных и прочих конструкций, трубопроводов и т. п. Облицовывание неровных поверхностей, применение в конструкциях любой формы и конфигурации. Области применения практически такие же, как для изделий из минеральной ваты, от которой отличается лучшими изолирующими свойствами, но худшей стойкостью к температуре и влажности.
Строительную стекловату можно разделить на три группы: кровельная, стеновая и под стяжку. Первая используется для горизонтальных поверхностей, не несущих нагрузку, на чердаках, а также в полах на лагах (но в последнем случае надо обращать внимание и на экологию — не все связующие вещества полезны в жилище). Выпускается в виде плит и рулонов. Низкая прочность. Вторая прочнее, используется для утепления стен. Третья применяется для шумоизоляции стяжек пола, самая прочная и самая плотная.

### Положительные стороны
- Низкая стоимость
- Универсальна для транспортировки
- Хорошо подходит для облицовки неровных поверхностей
- Обеспечивает сплошное покрытие площади
- Не горит

### Отрицательные стороны
- Небезопасна в работе
- Усаживается, особенно при увлажнении

## Горючесть
Не горит. При температурах 250—450 °C выгорают связующие смолы, что приводит к потере стекловатой эксплуатационных свойств. При температурах 500—550 °C спекается.

## Утилизация
Стекловата и прочее стекловолокно в естественных условиях не разлагаются. На них не действуют микроорганизмы, влажность, солнечное излучение, погодные явления и прочие факторы окружающей среды. Стеклянные волокна, попавшие в землю, загрязняют её на неограниченное время. Вред могут наносить и фенол с формальдегидом, которые постепенно выделяются из связующих веществ. Утилизировать стекловату вместе с бытовым или строительным мусором нельзя. Её захоранивают на полигонах, используют при строительстве дорог, производстве кирпича или новой стекловаты. Для утилизации стекловаты существуют специальные службы.